# Cağaloğlu Anadolu Lisesi
Das Cağaloğlu Anadolu Lisesi (deutsch Anatolisches Gymnasium Cagaloglu, CAL) ist ein staatliches Gymnasium in der Türkei. Das CAL wurde im Jahr 1850 von der Mutter von Sultan Abdülmecid I., Bezmiâlem Valide Sultan, unter dem Namen Valide Mektebi gegründet. Diese Schule war die erste zivile Schule des Osmanischen Reiches. Das Gebäude wurde zwischen 1911 und 1933 als Mädchen-Schule (İnas İdadisi), 1933–1983 als Mädchengymnasium-Istanbul (İstanbul Kız Lisesi) verwendet. Seit 1983 ist das CAL in dem jetzigen Gebäude.
Am 3. November 2010 überreichte die deutsche Staatsministerin Cornelia Pieper im Namen des Auswärtigen Amts der Schule die PASCH-Plakette. Die im Jahr 2008 unter dem Namen Schulen: Partner der Zukunft implementierte PASCH-Initiative fördert den Ausbau eines weltweiten Netzwerks von 1000 Partnerschulen.
Das CAL bietet seit dem Schuljahr 2006/2007 seinen Schülern eine fünfjährige Ausbildung, bestehend aus einem Jahr Hazırlık (Sprachvorbereitungsklasse) und vier Jahren Lise (Gymnasialjahre) (Modell 1plus4). Das Institut verfügt über eine (zusätzliche) Hazırlık-Stufe und die damit verbundene intensive Fremdsprachenausbildung.
Seit dem Schuljahr 2010/2011 besuchen fünf Jahrgangsstufen, etwa 900 Schüler, die Schule. Die Schule ist sechszügig. Jährlich werden etwa 180 Schüler in die Vorbereitungsklasse aufgenommen. In den Lise-Stufen beträgt die Klassenstärke durchschnittlich 25 bis 30 Schüler. Für bestimmte Schwerpunktbildungen können sich kleinere Klassenstärken ergeben. An der Schule wird neben der ersten Fremdsprache Deutsch als zweite Fremdsprache Englisch unterrichtet. Das Cağaloğlu Anadolu Lisesi verfügt über einen hohen technologischen Geräte- und Apparatestandard zu Lehrzwecken, da es den Status einer Pilotschule hat. Auch befinden sich ein für die Schüler und Lehrkräfte zugänglicher Informatikraum mit einer ADSL-Verbindung, ein Raum für das Fach Sozialwissenschaften, ein Physik-, Chemie- und Biologielabor, ein Bibliotheksraum, eine Sporthalle, ein Konferenzsaal und ein Kinosaal an der Schule. Außerdem gibt es ein Internat für Mädchen, einen Speisesaal und eine Kantine.
Die Schüler werden von 70 Lehrkräften ausgebildet. Das Fach Deutsch wird von 11 türkischen und 9 deutschen Lehrern unterrichtet. Die deutschen Lehrkräfte werden vom Bundesverwaltungsamt ausgewählt und vermittelt. Alle Deutschlehrer verfügen nach eigenen Angaben über einen hohen fachlichen Standard und eine langjährige Berufserfahrung. Die deutsche Abteilung hat eine deutsche Abteilungsleitung. Auf Grund der kompetenten sprachlichen Ausbildung absolvieren die Schüler am Ende der Vorbereitungsklasse die „Zentrale Deutschprüfung“ (ZDP)/das A2-Diplom, am Ende der Klassenstufe 10 das „Deutsche Sprachdiplom der Kultusministerkonferenz“ (DSD) der Stufe I und am Ende der Klassenstufe 12 das DSD der Stufe II. Die Sprachdiplome sind die höchsten Diplome, die für Deutsch als Fremdsprache (DaF) erteilt werden können. Sie sind international gültig. Das DSD-II befähigt, in Verbindung mit einer fachadäquaten türkischen Hochschulberechtigung, direkt ein Studium in Deutschland aufzunehmen, ohne erneut eine Sprachprüfung ablegen zu müssen. Das DSD-I erlaubt den Besuch eines Sprachkollegs (Vorbereitungsklasse für deutsche Universitäten).
Der Deutschunterricht am CAL, nach eigenen Angaben basierend auf modernen fremdsprachlichen Unterrichtsmethoden, einem unterrichtsbegleitenden Prüfungskonzept und deutsch-türkischen Lehrertandems, wird durch zahlreiche außercurriculare Angebote ergänzt, zu denen unter anderem deutschsprachige Lesungen und Austauschprogramme mit deutschen Schulen gehören.